# Snapcase
Snapcase és un grup de hardcore punk format a Buffalo.

## Història
El grup es va formar el 1989, amb el nom de Solid State. El 1992, i després de diversos canvis de formació, el baixista Daryl Taberski es va convertir en vocalista i el grup va publicar el 7" Comatose.
Després de cinc àlbums d'estudi amb Victory Records, Snapcase es va separar el 2005, fent el seu darrer concert amb diversos exmembres com a convidats. Cinc anys més tard, el quintet va tornar a tocar en directe de manera esporàdica, fent gires per Amèrica del Nord i Europa. El 2018 var presenta una nova cançó en directe: «Spike up your tone».
Snapcase és considerat com un grup straight edge tot i advocar sempre per la llibertat personal. Les seves lletres, de caràcter introspectiu, estan lligades a qüestions sociopolítiques i individuals, com ara l'autodeterminació, l'afirmació i el desafiament personal.
Taberski ha esmentat que, col·lectivament, les seves influències són Helmet, Quicksand, Fugazi, Sick of It All i The Clash. Al seu torn, en el seu darrer àlbum Bright Flashes (2003), el grup va versionar a Helmet, Devo i Jane's Addiction. Snapcase va partir d'un so hardcore new school, més metalcore respecte de les clàssiques bandes de la dècada del 1980, barrejant gradualment elements progressius i electrònics, essent comparats amb Deftones, Glassjaw o Tool. Artistes com Sick of It All, New Found Glory, Refused, Davey Havok d'AFI o Jeremy Bolm de Touché Amoré han citat Snapcase com a influència.

## Discografia

### Àlbums d'estudi
- Lookinglasself (1993)
- Progression Through Unlearning (1997)
- Designs for Automotion (2000)[18]
- End Transmission (2002)[19]
- Bright Flashes (2003)

### EP i senzills
- Snapcase (1991)
- Comatose (1992)
- Steps (1995)
- Energy Dome (2000)
- Two Songs (2002)

### Compartits
- Snapcase / Doughnuts (1995)
- Snapcase vs. Boysetsfire (1999)

### Maquetes
- Quest for Reality (1990)
- Accept Your Fate (1990)
- Break the Silence (1991)
- King of the Mountain (1992